# Jogos Bolivarianos
Os Jogos Bolivarianos (em castelhano:  Juegos Bolivarianos) são um evento multiesportivo realizado a cada quatro anos, envolvendo alguns países-membro da Aliança Bolivariana para as Américas, que obtiveram suas independências graças aos esforços de Simón Bolívar, um dos Libertadores da América.
Participam dos Jogos seis países: Bolívia, Colômbia, Equador, Panamá, Peru e Venezuela. Os Jogos Bolivarianos são organizados pela Organização Desportiva Bolivariana, com sede em La Paz, Bolívia, e filiada à Organização Desportiva Pan-americana.
Os primeiros Jogos Bolivarianos foram realizados em Bogotá, Colômbia, no ano de 1938, como parte das comemorações dos 400 anos de fundação da cidade. A ideia de realizar um evento esportivo reunido países libertados por Simón Bolívar partiu da própria Colômbia, durante os Jogos Olímpicos de Verão de 1936, em Berlim. Entre 1938 e 1970, seis edições foram realizadas em intervalos irregulares. A partir de 1973, os Jogos passaram a se realizar a cada quatro anos. Venezuela, Colômbia, Peru e Panamá participaram de todas as edições. A Bolívia não participou da edição de 1961 e o Equador não disputou a edição de 1973.

## Edições
| Ano           | Cidade-sede                                      | Duração                              | Países | Maior medalhista |
| ------------- | ------------------------------------------------ | ------------------------------------ | ------ | ---------------- |
| 1938 detalhes | COL Colômbia Bogotá                              | 6-22 de agosto                       | 6      | Peru             |
| 1947 detalhes | PER Peru Lima                                    | 26 de dezembro - 8 de janeiro (1948) | 6      | Peru             |
| 1951 detalhes | VEN Venezuela Caracas                            | 5-21 de dezembro                     | 6      | Peru             |
| 1961 detalhes | COL Colômbia Barranquilla                        | 3-16 de dezembro                     | 5      | Venezuela        |
| 1965 detalhes | ECU Equador Quito e Guayaquil                    |                                      | 6      | Venezuela        |
| 1970 detalhes | VEN Venezuela Maracaibo                          |                                      | 6      | Venezuela        |
| 1973 detalhes | PAN Panamá Cidade do Panamá                      |                                      | 5      | Venezuela        |
| 1977 detalhes | BOL Bolívia La Paz                               | 15-29 de outubro                     | 6      | Venezuela        |
| 1981 detalhes | VEN Venezuela Barquisimeto                       | 4-14 de dezembro                     | 6      | Venezuela        |
| 1985 detalhes | ECU Equador Ambato, Cuenca e Portoviejo          | 9-18 de novembro                     | 6      | Venezuela        |
| 1989 detalhes | VEN Venezuela Maracaibo                          | 14-25 de janeiro                     | 6      | Venezuela        |
| 1993 detalhes | BOL Bolívia Cochabamba e Santa Cruz de la Sierra | 24 de abril-2 de maio                | 6      | Venezuela        |
| 1997 detalhes | PER Peru Arequipa                                | 17-26 de outubro                     | 6      | Venezuela        |
| 2001 detalhes | ECU Equador Ambato                               | 12-21 de agosto                      | 6      | Venezuela        |
| 2005 detalhes | COL Colômbia Armênia e Pereira                   | 17-26 de setembro                    | 6      | Venezuela        |
| 2009 detalhes | BOL Bolívia Sucre                                | 14-26 de novembro                    | 6      | Venezuela        |
| 2013 detalhes | PER Peru Trujillo                                | 16-30 de novembro                    | 11*    | Colômbia         |
| 2017 detalhes | COL Colômbia Santa Marta                         | 11-25 de novembro                    | 11*    | Colômbia         |
| 2021 detalhes | COL Colômbia Valledupar                          |                                      |        |                  |

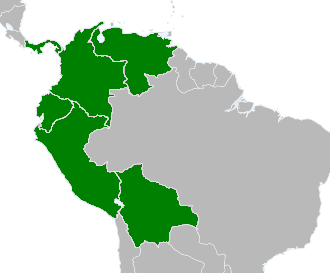
Países participantes dos Jogos Bolivarianos

* Chile, Guatemala, El Salvador, República Dominicana e Paraguai convidados.

## Quadro geral de medalhas
| Ordem | País      | Medalha de ouro | Medalha de prata | Medalha de bronze | Total |
| ----- | --------- | --------------- | ---------------- | ----------------- | ----- |
| 1     | Venezuela | 1 401           | 1 055            | 807               | 3 263 |
| 2     | Colômbia  | 877             | 911              | 757               | 2 545 |
| 3     | Peru      | 463             | 518              | 601               | 1 588 |
| 4     | Equador   | 255             | 438              | 689               | 1 382 |
| 5     | Panamá    | 183             | 175              | 269               | 627   |
| 6     | Bolívia   | 76              | 140              | 296               | 512   |
| TOTAL | TOTAL     | 3 255           | 3 237            | 3 425             | 9 917 |